# Nevada Brewery
La Nevada Brewery (también conocida como Old Nevada Brewery u Old Stone Brewery) es una cervecería catalogada como edificio histórico y ubicada en el 107 de Sacramento Street en Nevada City, localidad del estado de California (Estados Unidos). El origen del inmueble se remonta hacia 1857, pasando por su derrumbe y nueva construcción en 1882, cubierto por paredes de granito que lo revisten en la actualidad. El tiempo de importancia de la cervecería fue durante el período de 1850 a 1899. Aunque su uso original fue como una bar, más tarde sirvió a la comunidad como un restaurante, bolera, establo, y salón de baile.

## Estructura
En 1882, George Gehrig, un empresario local, contrató a canteros italianos y a obreros chinos para construir un edificio en la zona. Aunque se desconoce quién fue el arquitecto, el constructor y el ingeniero, la estructura de tres pisos se construyó con bloques de granito extraídos localmente. El edificio de piedra y madera tiene 930 m².
Los accesorios antiguos procedían de la casa de Sarah y John Kidder en Grass Valley (California). Un propietario de la cervecería creía que las puertas de madera tallada también procedían de la mansión Kidder.
La construcción incluía una cueva de almacenamiento excavada en la ladera, utilizada para envejecer barriles de cerveza a la que se accedía desde el interior del edificio durante el tiempo en que éste cubría un espacio que ahora es una zona de patio. La cueva había estado conectada con otras partes de la ciudad a través de túneles que se rellenaron casi cien años después, cuando la Ruta Estatal de California 49 se convirtió en autopista.
Después de estar desocupado durante más de dos décadas, el edificio se reabrió como The Old Brewery, con cerveza artesanal y comida. Se renovó en 2004 y se abrió como el restaurante Stonehouse, con una barra trasera de 1884 de Chicago (Illinois). Entre 2008 y 2010, la Academia de Hostelería Stonehouse formó a muchos estudiantes que sirven a la comunidad.
Desde 2010, se convirtió en un local para eventos con un bar completo, una cueva, dos cocinas y tres pistas de baile; así como un espacio diverso para oficinas, reuniones, clases, eventos y festivales. Está situado en el corazón del centro de Nevada City, con un aparcamiento completo junto al Little Deer Creek.

## Reconocimiento histórico
Fue incluida en el Registro Nacional de Lugares Históricos el 12 de septiembre de 1985.
Una placa de bronce colocada en el edificio dice:

La antigua fábrica de cerveza, construida con bloques de granito de las sierras hacia 1882, donde Simon C. Hieronimus y su familia elaboraban y servían cerveza rubia a Nevada City, Queen of the Northern Mines y a las comunidades mineras hidráulicas. Dedicado el 21 de abril de 1985.

En el año 2008 fue honrada por el Consejo del Patrimonio de California.